# Daniel Tovar
Daniel Alejandro Tovar Giombini (Città del Messico, 27 agosto 1989) è un attore messicano famoso per aver interpretato il ruolo di Fito nella serie televisiva Skimo.

## Biografia

### Primi anni
Daniel Tovar è nato il 27 agosto 1989 a Città del Messico, Messico, figlio di Virginia Giombini e di Alejandro Tovar. Ha vissuto con i nonni fino all'età di 6 anni, quando si è trasferito da sua madre. Ha un fratello di 7 anni più giovane di lui; Diego Alexei Tovar Giombini e una sorella di 24 anni più giovane: Ana Jimena Tovar Aspiros.
Daniel ha frequentato il Centro Universitario México, una delle migliori scuole superiori di Città del Messico. Contemporaneamente ha studiato recitazione nel Grupo Juvenil Especial de CasAzul, la scuola di Argos Comunicación.

### Carriera
Ha esordito come attore nel 1999 nella miniserie televisiva Camino a casa. Dopo qualche anno di pausa, nel 2006 ha recitato nel suo primo film cinematografico, La vida inmune. In quello stesso anno venne assunto per interpretare il ruolo di Fito nella serie televisiva Skimo. Interpretò questo ruolo in tutte le quattro stagioni della serie.
Nel 2007 ha recitato come protagonista nel film La zona accanto a Daniel Giménez Cacho e Maribel Verdú. 

## Filmografia

### Attore

#### Cinema
- La vida inmune, regia di Ramón Cervantes (2006)
- La zona, regia di Rodrigo Plá (2007)
- Infinito, regia di Sergio Tovar Velarde - cortometraggio (2011)
- Ni de un solo momento, regia di Alejandro Piñones - cortometraggio (2014)
- Asalto, regia di Eugenio Derbez - cortometraggio (2015) uscito in home video
- Suck it, boss, regia di Joe Rendón - cortometraggio (2015)
- Love and Faith, regia di Sebastian Sarinana - cortometraggio (2015)
- Y Dios creó al hombre, regia di Eugenio Derbez - cortometraggio (2016) uscito in home video
- El último chisme de Derbez, regia di Eugenio Derbez - cortometraggio (20)16 uscito in home video
- Loca Por El Trabajo, regia di Luis Eduardo Reyes (2018)
- Mirreyes contra Godinez, regia di Chava Cartas (2019)
- Como Novio de Pueblo, regia di Joe Rendón (2019)
- My Boyfriend's Meds, regia di Diego Kaplan (2020)

#### Televisione
- Camino a casa – miniserie TV (1999)
- Skimo – serie TV, 51 episodi (2006-2007)
- Me mueves – serie TV (2009)
- Popland! – serie TV, 2 episodi (2011)
- El Albergue – serie TV, 1 episodio (2012)
- Niñas Mal 2 – serie TV (2013)
- Saturday Night Live México – serie TV, 1 episodio (2013)
- Niñas mal – serie TV, 27 episodi (2010-2013)
- Sr. Ávila – serie TV, 3 episodi (2014)
- Tenemos que hablar – serie TV (2015)
- El Vato – serie TV, 1 episodio (2016)
- Despertar contigo – serie TV, 103 episodi (2016-2017)
- Misconnection – serie TV (2017)
- Falsos Falsificados – serie TV (2018)
- El Rey del Valle – serie TV (2018)
- Un poquito tuyo – serie TV, 72 episodi (2019)
- La casa de las flores – serie TV, 4 episodi (2019)
- Médicos – serie TV, 87 episodi (2019-2020)
- Backdoor – serie TV, 40 episodi (2019-2020)

### Produttore
- Suck it, boss, regia di Joe Rendón - cortometraggio (2015)